# Katastralgemeinde Metnitz Markt
Die Katastralgemeinde Metnitz Markt (zunächst oft auch Markt Metnitz) ist eine von vier Katastralgemeinden der Marktgemeinde Metnitz im Bezirk Sankt Veit an der Glan in Kärnten. Sie hat eine Fläche von 84,03 ha.
Die Katastralgemeinde gehört zum Sprengel des Vermessungsamtes Klagenfurt.

## Lage
Die Katastralgemeinde liegt im Nordwesten des politischen Bezirks Sankt Veit an der Glan, im oberen Metnitztal. Sie umfasst nur den Hauptort der Gemeinde und dessen unmittelbare Umgebung, vorwiegend linksseitig (bzw. nördlich) des Metnitzbachs. Die Katastralgemeinde erstreckt sich über eine Höhenlage von 807 Metern im Südosten am Metnitzbach bis zu 1004 Metern an den Hängen im Nordwesten.

## Ortschaften
Auf dem Gebiet der Katastralgemeinde befindet sich nahezu die gesamte (2001: 187 von 190 Häusern) Ortschaft Metnitz. 

## Vermessungsamt-Sprengel
Die Katastralgemeinde gehört seit 1. Jänner 1998 zum Sprengel des Vermessungsamtes Klagenfurt. Davor war sie Teil des Sprengels des Vermessungsamtes St. Veit an der Glan.

## Geschichte
Ende des 18. Jahrhunderts wurden die Kärntner Steuergemeinden (später: Katastralgemeinden) gebildet und Steuerbezirken zugeordnet. Die Steuergemeinde Markt Metnitz wurde Teil des Steuerbezirks Grades. 
Im Zuge der Reformen nach der Revolution 1848/49 wurden die Steuerbezirke aufgelöst und die Möglichkeit geschaffen, dass sich mehrere Katastralgemeinden zu einer Ortsgemeinde zusammenschließen konnten. So entstand aus dem Zusammenschluss der Katastralgemeinden Markt Metnitz und Metnitzthal (bzw. Landgemeinde Metnitz, bald Metnitz Land) die neue Ortsgemeinde Metnitz, in der 1973 die Gemeinde Grades durch Zusammenschluss aufging.
Die Katastralgemeinde Metnitz Markt gehörte ab 1850 zum politischen Bezirk Sankt Veit an der Glan und zum Gerichtsbezirk Friesach. 1854 bis 1868 gehörte sie zum gemischten Bezirk Friesach. 1868 kam sie zum politischen Bezirk Sankt Veit an der Glan, zu dem sie bis heute gehört. Was die Gerichtsbarkeit betrifft, kam sie 1868 zum Gerichtsbezirk Friesach; seit dessen Auflösung 1978 gehört sie zum Gerichtsbezirk Sankt Veit an der Glan. 
Die Größe der Katastralgemeinde Markt Metnitz wurde 1854 mit 142 Österreichischen Joch und 1520 Klaftern (gut 82 ha) angegeben. 1966 kam es zu einem Gebietstausch zwischen den Gemeinden Grades und Metnitz, durch den die Katastralgemeinde Metnitz Markt um etwa einen Hektar Fläche (das Erholungsbad) vergrößert wurde, die zuvor zur Katastralgemeinde Feistritz gehört hatte. 1991 wurde die Fläche der Katastralgemeinde mit 84,04 ha angegeben.
1854 hatte die Katastralgemeinde 375 Einwohner, 1865 waren es 415.

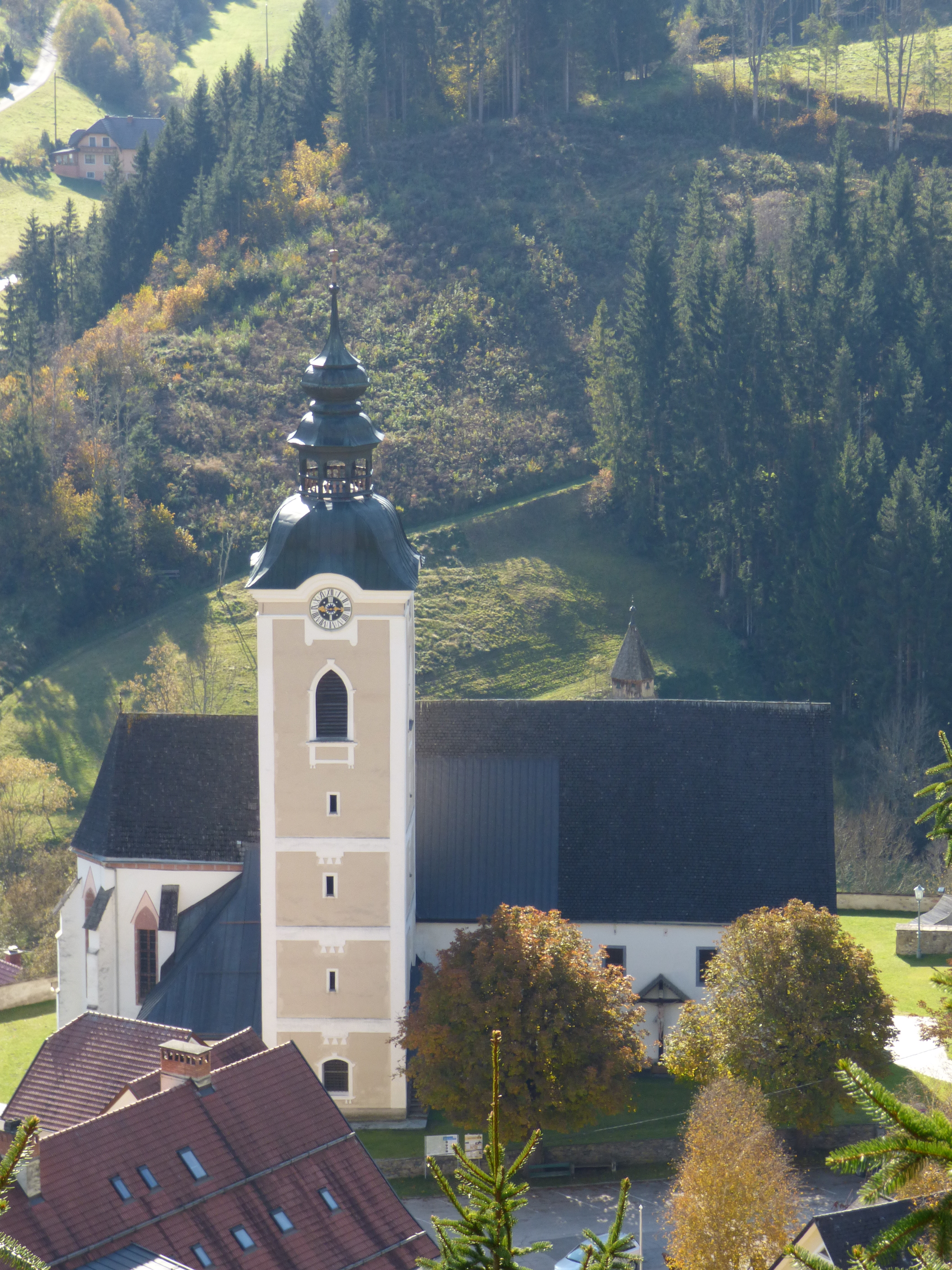
Pfarrkirche Metnitz
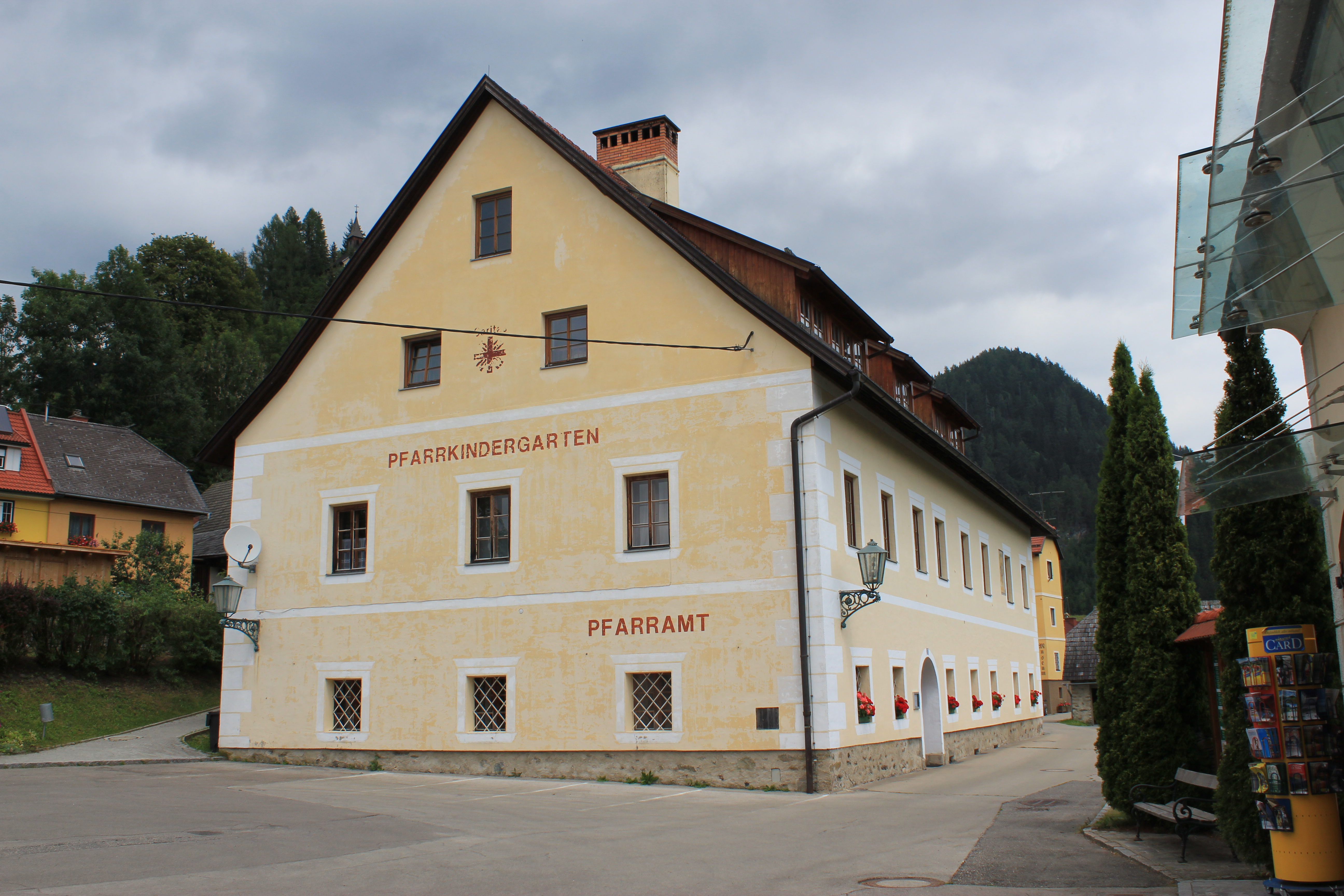
Pfarrhof Metnitz
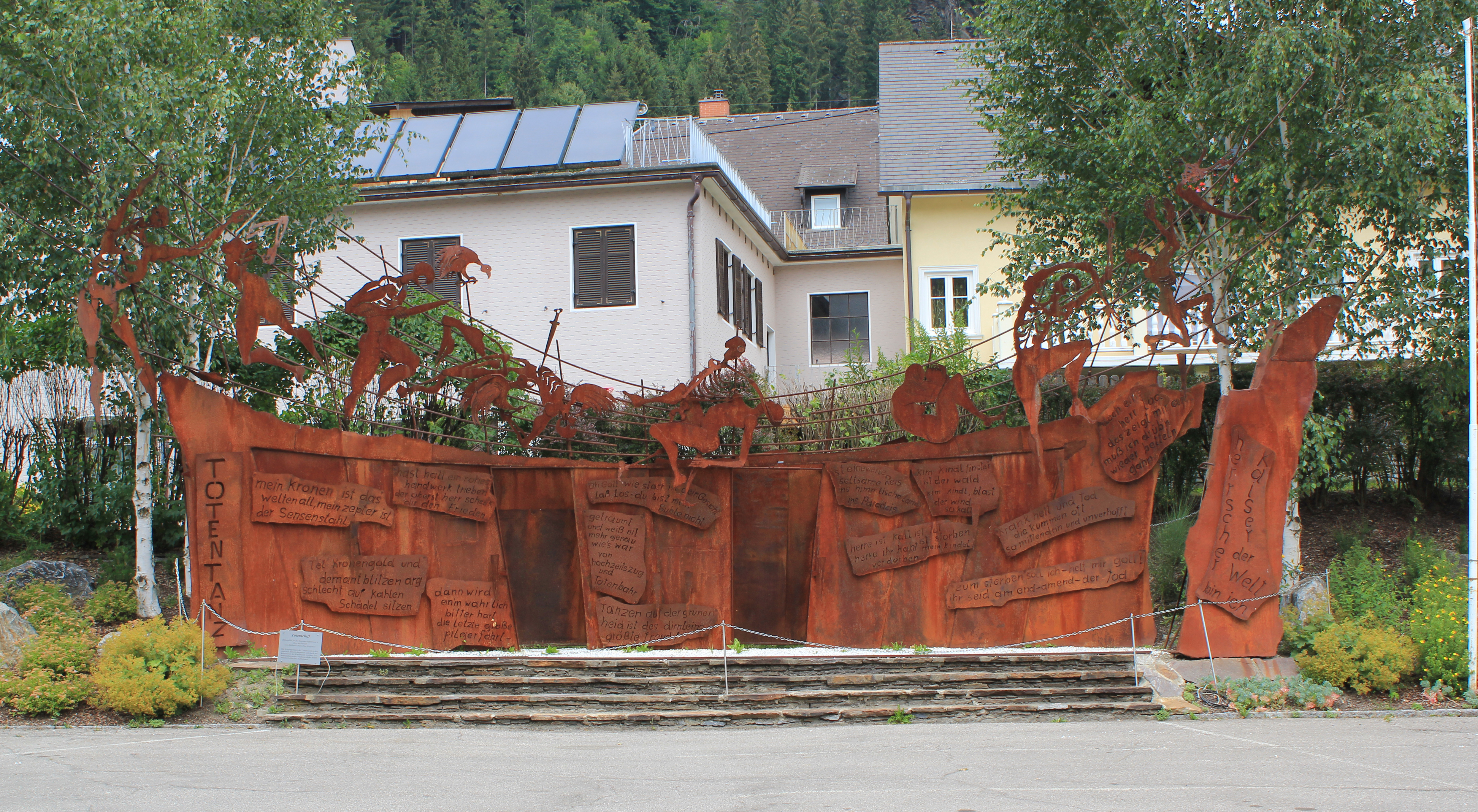
Skulptur Totenschiff
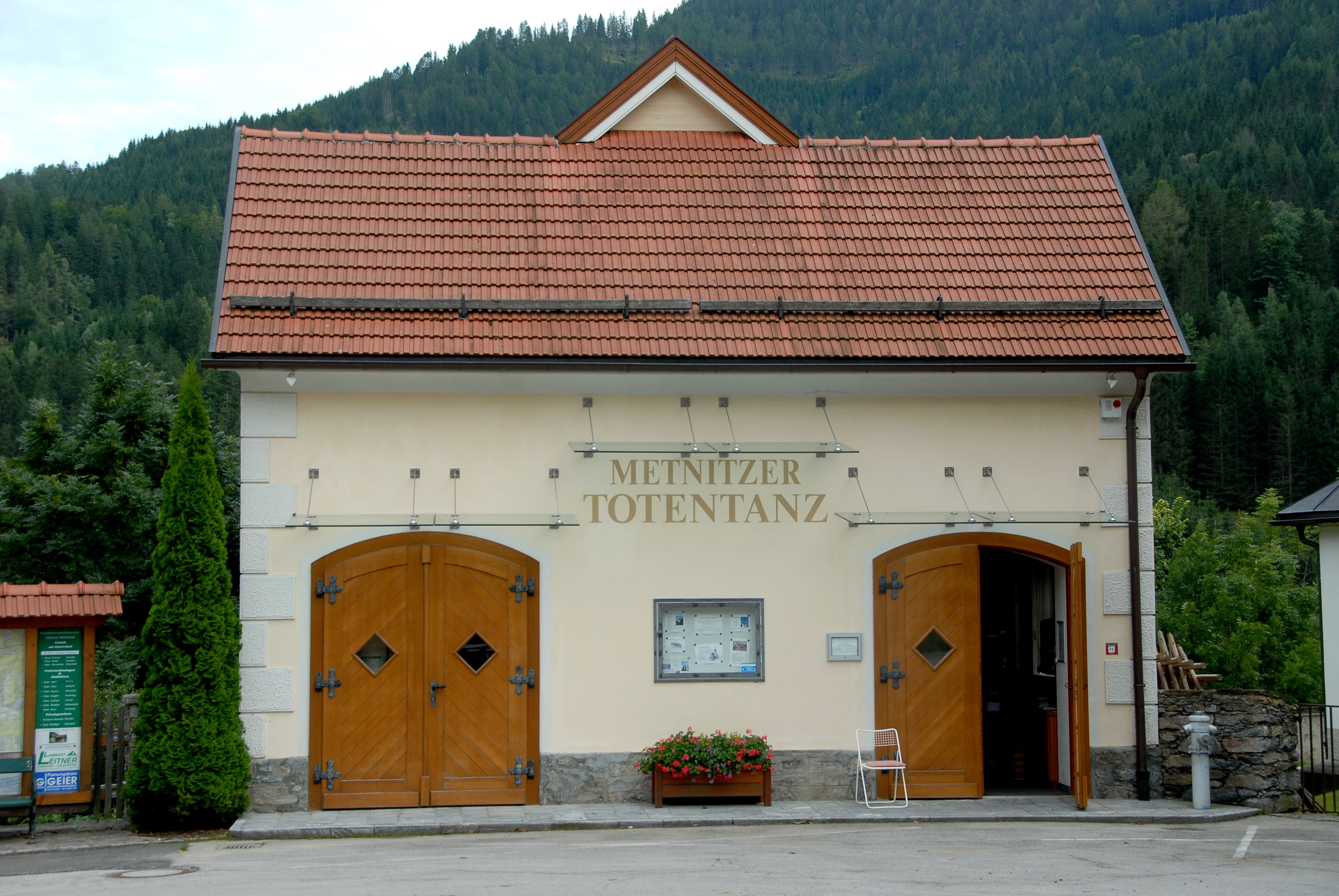
Totentanzmuseum Metnitz
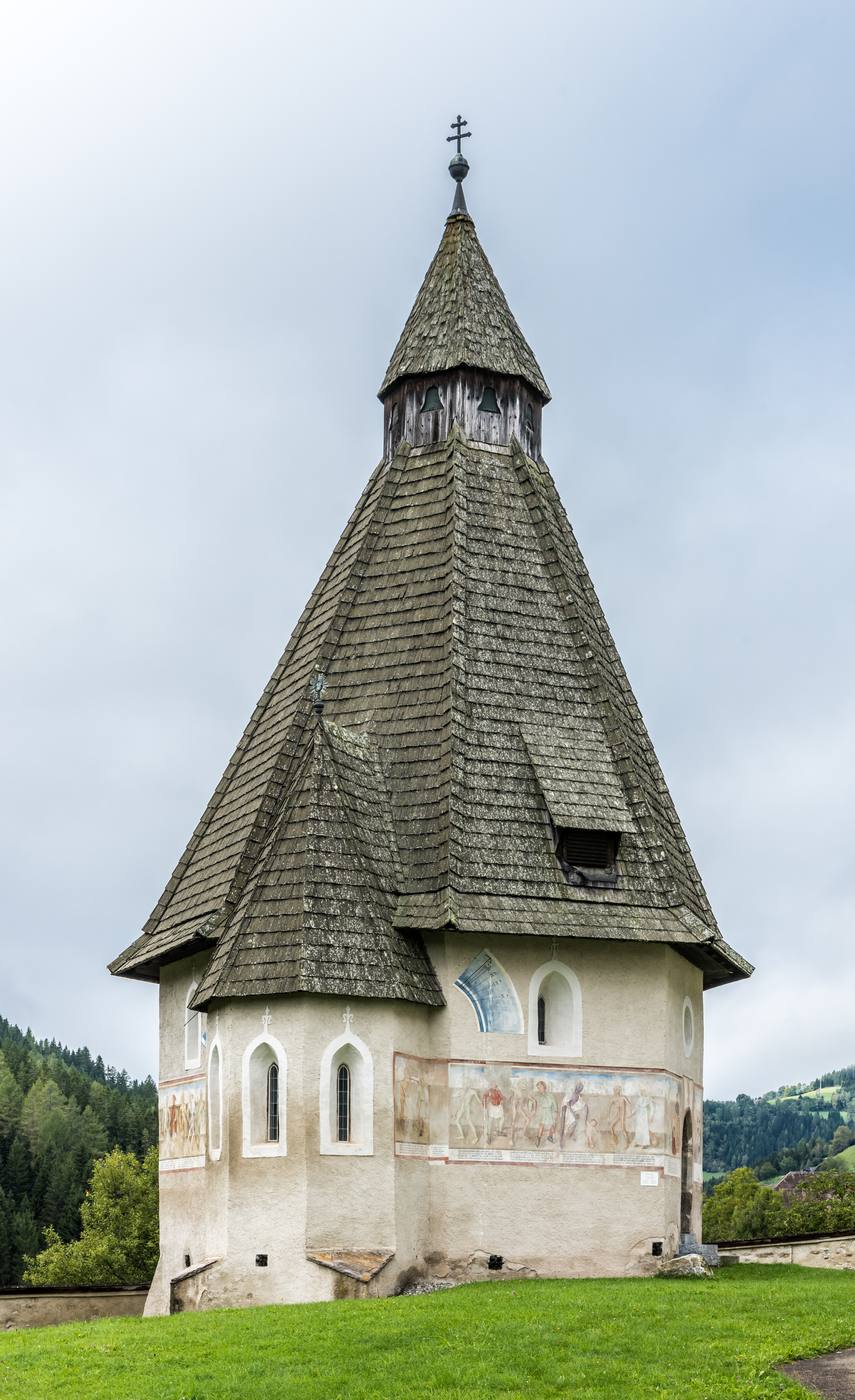
Karner Metnitz mit Totentanzfresken